# Armadillo solumcolus
Armadillo solumcolus là một loài chân đều trong họ Armadillidae. Loài này được Schultz miêu tả khoa học năm 1982.